# Колчо Калпазанов
Колчо Пенчев Калпазанов е майстор канджия и търговец, баща на родоначалника на габровската индустрия Иван К. Калпазанов.

## Биография
Колчо Пенчев Калпазанов е роден през 1810 г. в с. Калпазани (днес Борики), Габровско. По занятие е канджия – майстор на ножници за ножове; търгува с ножарска стока. Пътува из Анадола, където има свои постоянни клиенти, които снабдява с качествени габровски ножове.
Умира на 42-годишна възраст, като оставя вдовица жена си Деша с 8 деца. Най-възрастният им син Иван Калпазанов е на 17 години. Той поема грижите за цялото семейство. Осигурява зестра на своите сестри и плаща образованието на своите братя.